# Саэс, Освальдо
Осва́льдо То́мас Саэс Альва́рес (исп. Osvaldo Tomás Sáez Álvarez; 13 августа 1923, Сан-Фелипе, Вальпараисо — 1959, Чили) — чилийский футболист, играл на позиции полузащитника. Участник чемпионата мира 1950 года.

## Биография

### Клубная карьера
В течение шести сезонов играл за «Сантьяго Уондерерс», с которым так и не выиграл никаких титулов. В 1950 году перешёл в «Коло-Коло», в составе которого отыграл шесть сезона и в 1953 году выиграл чемпионский титул. Завершил игровую карьеру в 1955 году.

### Карьера в сборной
Дебютировал за сборную Чили 16 января 1946 года в матче со сборной Уругвая (0:1) в рамках чемпионата Южной Америки 1946 года. На том турнире Саэс также сыграл в матче со сборной Бразилии (1:5).
На чемпионате Южной Америки 1947 года был основным игроком и сыграл в 6 матчах турнира. 27 декабря в матче со сборной Колумбии оформил дубль — сборная Чили выиграла матч со счётом 4:1. По итогам турнира сборная Чили заняла четвёртое место. В составе сборной Чили принимал участие на чемпионате мира 1950 года, но на поле не выходил.
Играл на чемпионате Южной Америки 1953 года, где сыграл в 4 матчах на турнире. Всего за сборную Чили сыграл 22 матча и забил 4 гола.

## Достижения
«Коло-Коло»
- Чемпион Чили (1): 1953